# Sobat
Il Sobat è un fiume del Sudan del Sud, nell'Africa centro-settentrionale. È il più meridionale dei grandi affluenti orientali del Nilo. Il Sobat confluisce nel Nilo bianco a Dolieb Hill, vicino alla città di Malakal nello Stato sudsudanese del Nilo Superiore.
Il fiume Sobat è formato dalla confluenza del fiume Baro e del fiume Pibor posti al confine con l'Etiopia.
Quando è in piena il fiume Sobat trasporta un'enorme quantità di sedimenti bianchi, da qui il Nilo bianco deve il suo nome.
Il Sobat e i suoi affluenti coprono un bacino idrografico di circa 225.000 km². La portata media del fiume è di 412 m³/s.